# Výrovka
Výrovka (na horním toku též Vavřinec či Vavřinecký potok, na středním toku též Kouřimka a nížeji Plaňanka, teprve u ústí Výrovka) je řeka ve Středočeském kraji v České republice. Je dlouhá 61,9 km. Povodí má rozlohu 544,2 km².

## Průběh toku

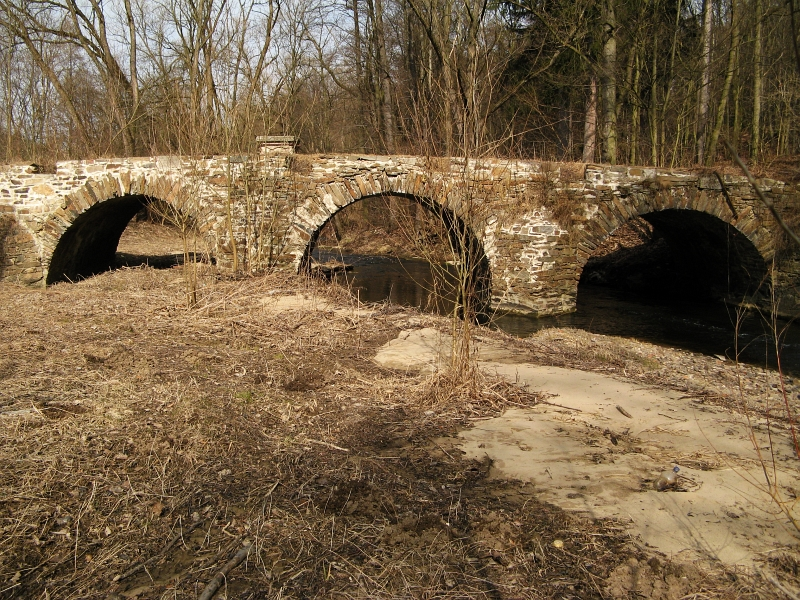
Starý barokní most ve Vlčím dole u Zásmuk

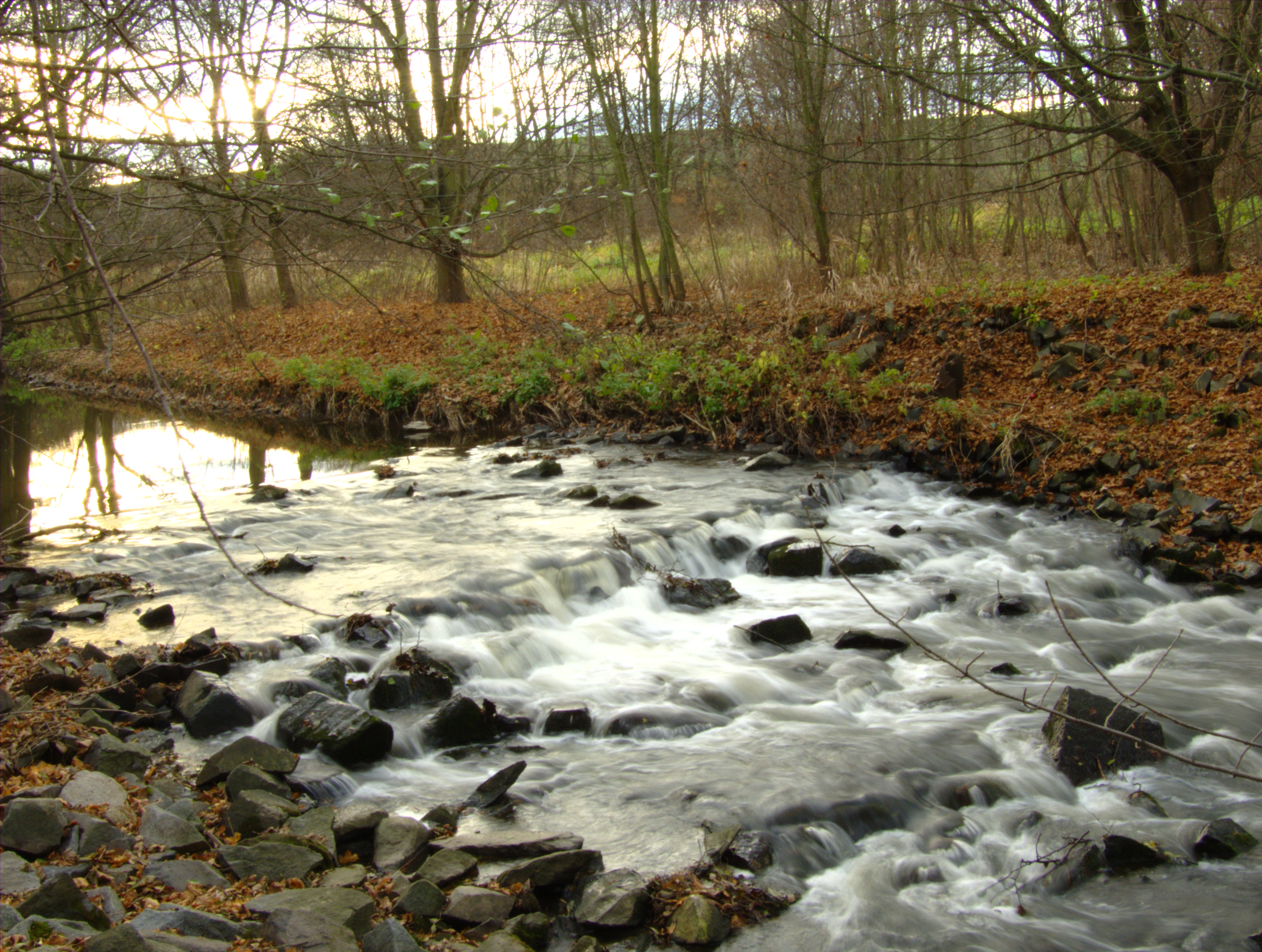
Říčka severně od Vrbčan

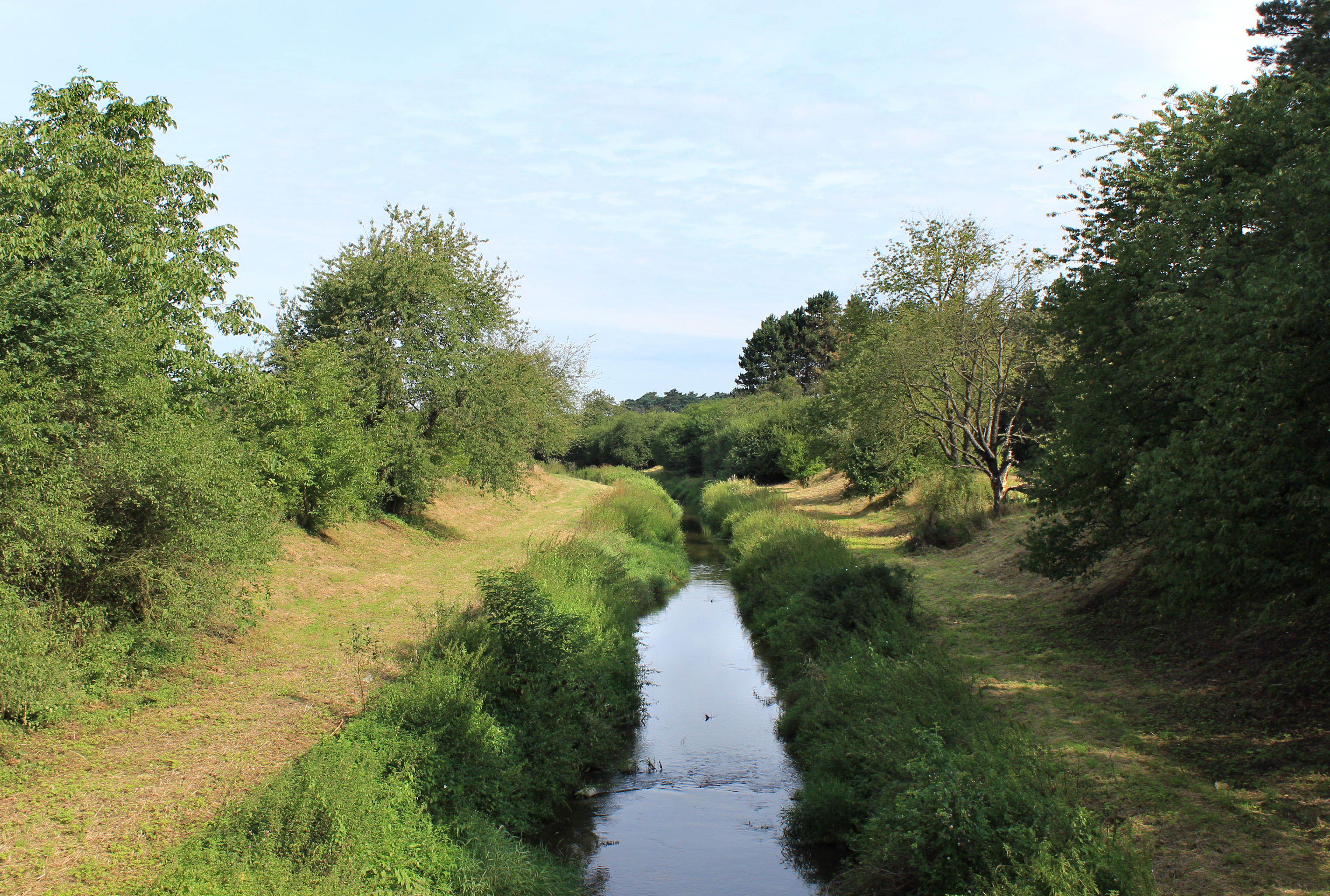
Výrovka u Kostelní Lhoty

Pramení v Kochánově v nadmořské výšce 492,5 m. Teče převážně severním směrem. Protéká Uhlířskými Janovicemi, obcí Vavřinec, u které napájí stejnojmenný rybník. Dále protéká Kouřimí, Plaňany, Radimí, Dobřichovem a Písty, u kterých ústí zleva do Labe v nadmořské výšce 181 m.

### Větší přítoky
- Bohouňovický potok, zleva, ř. km 44,2[3]
- Barchovický potok, zleva, ř. km 42,5[4]
- Bečvárka (nazývaná též Miletínský potok), zprava, ř. km 23,2[5]
- Blinka, zprava, ř. km 22,3[4]
- Káča, zprava, ř. km 5,4
- Šembera, zleva, ř. km 3,6[6]

### Rybníky
- Pod Mitrovem – bezejmenný rybníček.
- Uhlířské Janovice – sedm rybníčků (Novy rybník, koupaliště u židovského hřbitova, Hořejší rybník (4,3 ha), tři nádržky v ulici Prokopa Holého a rybníček u Luckého mlýna).
- Vavřinecký rybník – byl napuštěn roku 1472. Hráz dlouhá 450 m zadržuje vodu na ploše 77,9 ha o objemu 1 milion m³, délka vzdutí je 1,6 km.
- mlýnské rybníčky pod Vavřincem – čtyři bývalé mlýny Nouzov, Církvický mlýn, Davídkův mlýn a Doubravčanský mlýn.
- mlýnský rybníček ve Vlčím dole – rybník i panský mlýn[7] zanikly.
- Strašík – rybník byl založený v 15. století na místě kouřimského popraviště. V roce 1596 se hráz protrhla a voda zaplavila Kouřim. Rybník byl opraven, znovu napuštěn a fungoval do 19. století. Poté byl přeměněn na pastvinu. Roku 1954 byl obnoven, plocha činila 11 ha. V roce 2013 se znovu hráz protrhla a záplavy Kouřimi se opakovaly. Rybník je v současnosti vypuštěný.
- Hrázský rybník – velký středověký rybník je zaniklý.
- Na Zajerku – rybník byl vybudován roku 2010 pod hrází bývalého Hrázského rybníka v místě Hrázského mlýna. Zadržuje vodu o objemu 56 tisíc m³.
- rybník v Plaňanech – byl vybudovaný pro potřeby cukrovaru. Má plochu 26 000 m².
- zámecký rybníček Radim – vodní nádrž v parku.

### Mlýny
- Mlýn Bukačov – Bukačov 247, 364, Kouřim, okres Kolín, kulturní památka

## Vodní režim
Průměrný průtok Výrovky u ústí činí 1,94 m³/s.
Průměrné dlouhodobé měsíční průtoky Výrovky (m³/s) ve stanici Plaňany:
Průměrné měsíční průtoky Výrovky (m³/s) ve stanici Plaňany v roce 2014:
Hlásné profily:
| Místo        | Říční km | Plocha povodí | Průměrný průtok (Qa) | Stoletá voda (Q100) | Poznámky           |
| ------------ | -------- | ------------- | -------------------- | ------------------- | ------------------ |
| Doubravčany  | 37,7     | 116,32 km²    | 0,40 m³/s            | 45,5 m³/s           | není aktualizováno |
| Plaňany      | 21,5     | 263,78 km²    | 0,69 m³/s            | 75,0 m³/s           | –                  |
| Ústí do Labe | 0,0      | 544,21 km²    | 1,94 m³/s            | –                   | není aktualizováno |

## Využití

### Vodáctví

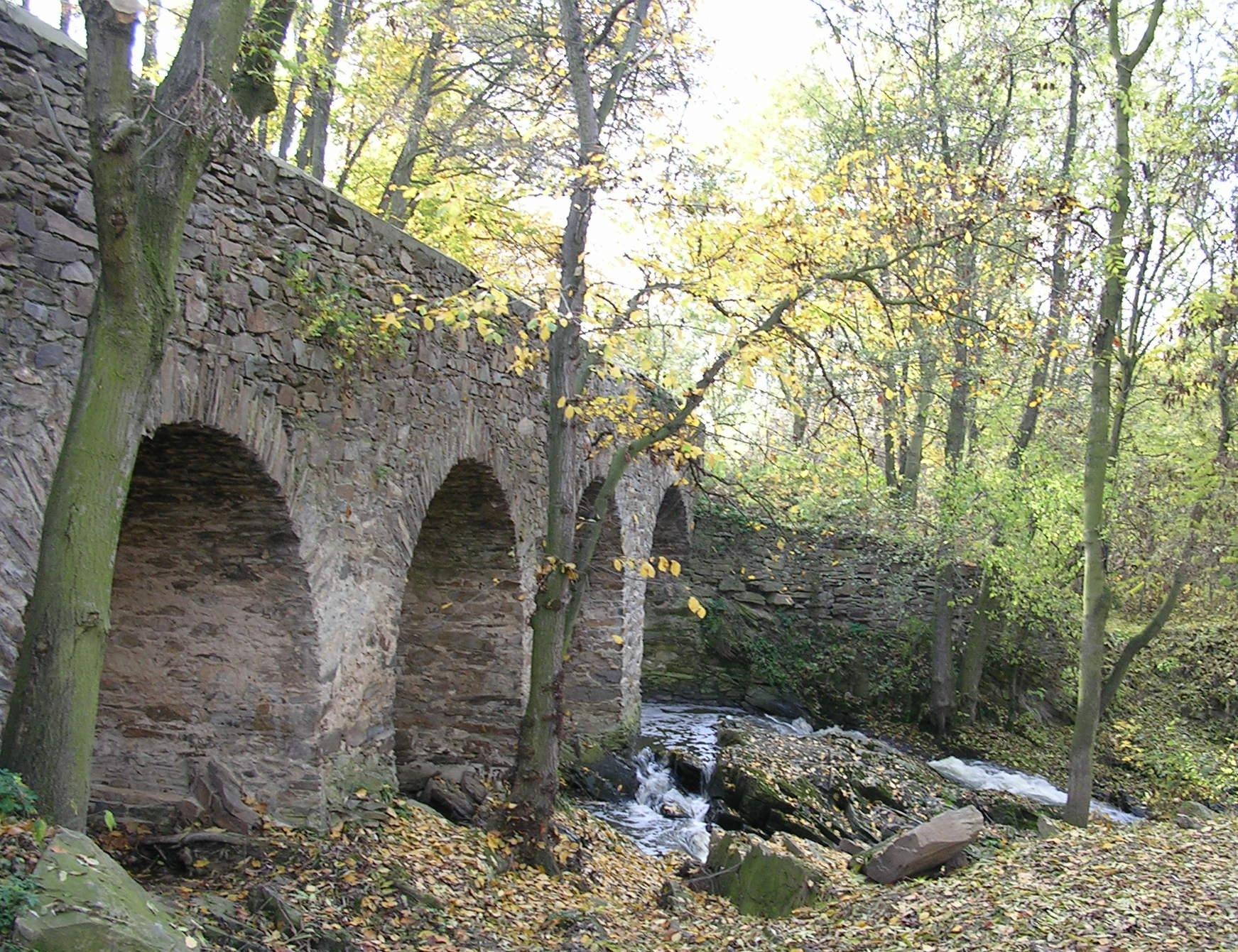
Výrovka u Toušického mostu

Vavřinecký potok patří mezi toky sjížděné vodáky. Obvykle se jezdí od hráze Vavřineckého rybníka při jeho vypouštění, které zajistí dostatek vody pro splutí. Také je sjízdný po deštích. Vodácky nejatraktivnější část sjezdu je kaskáda u mostu před Toušicemi, která má obtížnost WW IV – protože splutí je nebezpečné, většina vodáků lodě přenese po pravém břehu okolo kaskády.

## Zajímavosti podél toku
- Uhlířské Janovice – katolické kostely, židovský hřbitov, historické náměstí
- Stébelnatá rula u Doubravčan – skalní výchoz (geologická zajímavost)
- Lechův kámen – osamocený skalní blok (geologická zajímavost)
- Kouřim – město
- Muzeum lidových staveb v Kouřimi
- Klášterní Skalice – zřícenina kláštera, již zaniklý gotický most
- Lom u Radimi – příbojové pobřeží (geologická zajímavost)
- Radim (okres Kolín) – zámek a hradiště
- Písečný přesyp u Píst – váté písky (geologická zajímavost)